# 부산 선광사 석가여래성도기
부산 선광사 석가여래성도기(釜山 仙光寺 釋迦如來成道記)는 부산광역시 사상구, 선광사에 있는 조선시대의 책이다. 2011년 12월 28일 부산광역시의 유형문화재 제108호로 지정되었다.

## 개요
석가여래성도기는 당나라 초의 시인 왕발(王勃)이 지은 석가여래성도기에 대해 당나라 때 중국 항주(杭州) 남쪽 교외의 전당강(錢塘江) 가에 있는 월륜산(月輪山)의 도성(道誠)이 주석을 한 책으로, 내용은 석가모니의 일생을 담고 있다.
이 책은 소유자가 2010년 3월경에 스승으로부터 물려받은 것으로, 1책 41장으로 된 을해자본(乙亥字本)이다. 을해자는 1455년(단종 3)에 진체(晋體)의 해서(楷書)로 쓴 강희안(姜希顔)의 글씨를 자본(字本)으로 하여 경오자(庚午字)를 녹여 만든 대자, 중자, 소자의 동활자이다. 이 책에는 중자와 소자를 사용하였다.
이 책에는 인기(印記)나 발문이 없어서 정확한 인출사항은 알 수 없으나, 활자와 인쇄 상태로 보아 세조 연간에 인출된 것으로 생각된다. 황지홍사의 오침안정법으로 장정된 선장본(線裝本)이다. 표지는 개장(改裝)되었으며, 철사(綴絲)는 흰색의 마 끈을 이용하였다. 전 책지(冊紙)가 배접되어 있다. 부분적으로 좀이 슬어 일부 글자를 침범하였으나, 내용을 파악하는 데는 큰 지장은 없는 정도이다.
석가여래성도기는 우리나라에서는 3종의 판본 밖에 보이지 않는다. 을해자본, 목판본 및 탁본이 각 1종씩이다. 이 책은 금속활자로 간행된 몇 안 되는 불서류 중의 하나로서 을해자로 간행된 책이다. 세조 연간인 15세기 중엽에 인출(印出)된 것으로 추측되며, 간인(刊印)된 판종(版種)이 적은 중에 가장 먼저 인출된 것이다. 동일본이 국내에서는 단양 구인사(救仁寺)에 소장된 것 1종만 보일 뿐이다. 구인사본은 2004년 10월 22일에 충청북도지정 유형문화재 제259호로 지정되었다.
선광사 석가여래성도기는 15세기 중엽이라는 비교적 이른 시기에 간행된 책이라는 점, 금속활자로 인쇄된 책이라는 점, 그리고 국내에는 동일본이 1종 밖에 없는 희귀본이라는 점 들을 고려해보았을 때 서지학적으로 매우 귀중한 자료이다.

## 같이 보기
- 선광사

## 참고 자료
- 선광사 석가여래성도기 - 국가유산청 국가유산포털